# Svante Törnvall
Svante Törnvall Strömsten (ur. 10 lipca 1916 w Coquimbo, zm. 1 marca 2004 w Santiago) – chilijski piłkarz wodny, olimpijczyk z Londynu w 1948.
Zagrał w reprezentacji Chile podczas letnich igrzysk olimpijskich w 1948. Jego drużyna po dwóch przegranych odpadła wówczas w 1. rundzie turnieju zajmując 13.–18. miejsce.